# Rhinoleucophenga brasiliensis
Rhinoleucophenga brasiliensis är en tvåvingeart som först beskrevs av Lima 1950.  Rhinoleucophenga brasiliensis ingår i släktet Rhinoleucophenga och familjen daggflugor. Inga underarter finns listade i Catalogue of Life.